# Zdeněk Pluhař
Zdeněk Pluhař (ur. 16 maja 1913, zm. 18 czerwca 1991) – czeski powieściopisarz i scenarzysta filmowy, z wykształcenia inżynier. Podczas okupacji niemieckiej więzień m.in. obozu koncentracyjnego w Terezinie. Lojalny wobec władz komunistycznych. Autor m.in. Kříže rostou v Pacifiku (wyd. 1947) i O szóstej wieczór w "Astorii" (wyd. 1982, wyd. polskie 1988).

## Twórczość
- Člověk staví, 1944
- Kříže rostou v Pacifiku, 1947
- Mraky táhnou nad Savojskem, 1949
- Modré údolí, 1954
- Voda slouží člověku, 1956
- Opustíš-li mne, 1957 (wyd. pol. pt. Jeśli mnie opuścisz, 1965)
- Ať hodí kamenem,
- Konečná stanice, 1971 (wyd. pol. pt. Ostatnia przystań, 1974)
- Devátá smrt,
- Minutu ticha za mé lásky, 1969
- Skleněná dáma, 1973
- Jeden stříbrný, 1974
- Bar u ztracené kotvy, 1979
- V šest večer v Astorii, 1982 (wyd. pol. pt. O szóstej wieczór w "Astorii", 1988)